# Azonax
Azonax là một chi bướm ngày thuộc họ Bướm nâu.